# Jan Schouten (politicus)
Johannes (Jan) Schouten (Maassluis, 12 augustus 1883 - Rotterdam, 9 september 1963) was een Nederlands politicus en verzetsstrijder tijdens de Tweede Wereldoorlog.

## Jeugd, opleiding en politiek werk
Schouten stamde uit een gereformeerd gezin met elf kinderen in Maassluis. Hij was schippersknecht, bloemist, boekverkoper en boekhouder, voordat hij in 1916 lid werd van de gemeenteraad van Rotterdam voor de ARP. Van 1917 tot 1939 zat hij daarnaast in de Provinciale Staten van Zuid-Holland, en van 1918 tot 1956 in de Tweede Kamer, vanaf 1933 als fractievoorzitter. In 1919 steunde hij als een van de weinige antirevolutionairen het vrouwenkiesrecht.

## Verzetswerk
In de oorlog koos Schouten fel partij tegen de Duitse bezetter, in tegenstelling tot Colijn die een halfslachtige positie innam. Schouten werkte aan de opbouw van een schaduwpartij, de illegale ARP, die in 1941 in werking trad. In 1942 werd Schouten door de Duitsers opgepakt en verbleef zes maanden in het concentratiekamp Amersfoort. Na zijn vrijlating bemoeide hij zich met de oprichting van het illegale Trouw. In april 1943 werd hij opnieuw gearresteerd en tot het eind van de oorlog verbleef hij in de kampen Scheveningen, Sachsenhausen en Mauthausen. "Ik ben niet veranderd," zei hij na de bevrijding tegen koningin Wilhelmina.

## Naoorlogse werkzaamheden
Schouten keerde terug in de Kamer als leider van de ARP. Hij was een tegenstander van de onafhankelijkheid van Indonesië, lid van de politieke commissie van het Nationaal Comité Handhaving Rijkseenheid en steunde tot het bittere einde de politionele acties. Aan het begin van de jaren vijftig bleek zijn verminderd gezag, toen de ARP tegen zijn zin ging deelnemen aan een regering waarin ook de Partij van de Arbeid (PvdA) was vertegenwoordigd. In 1956 trad hij af als Kamerlid. Tot 1958 was hij nog lid van de Raad van State.

## Onderscheidingen

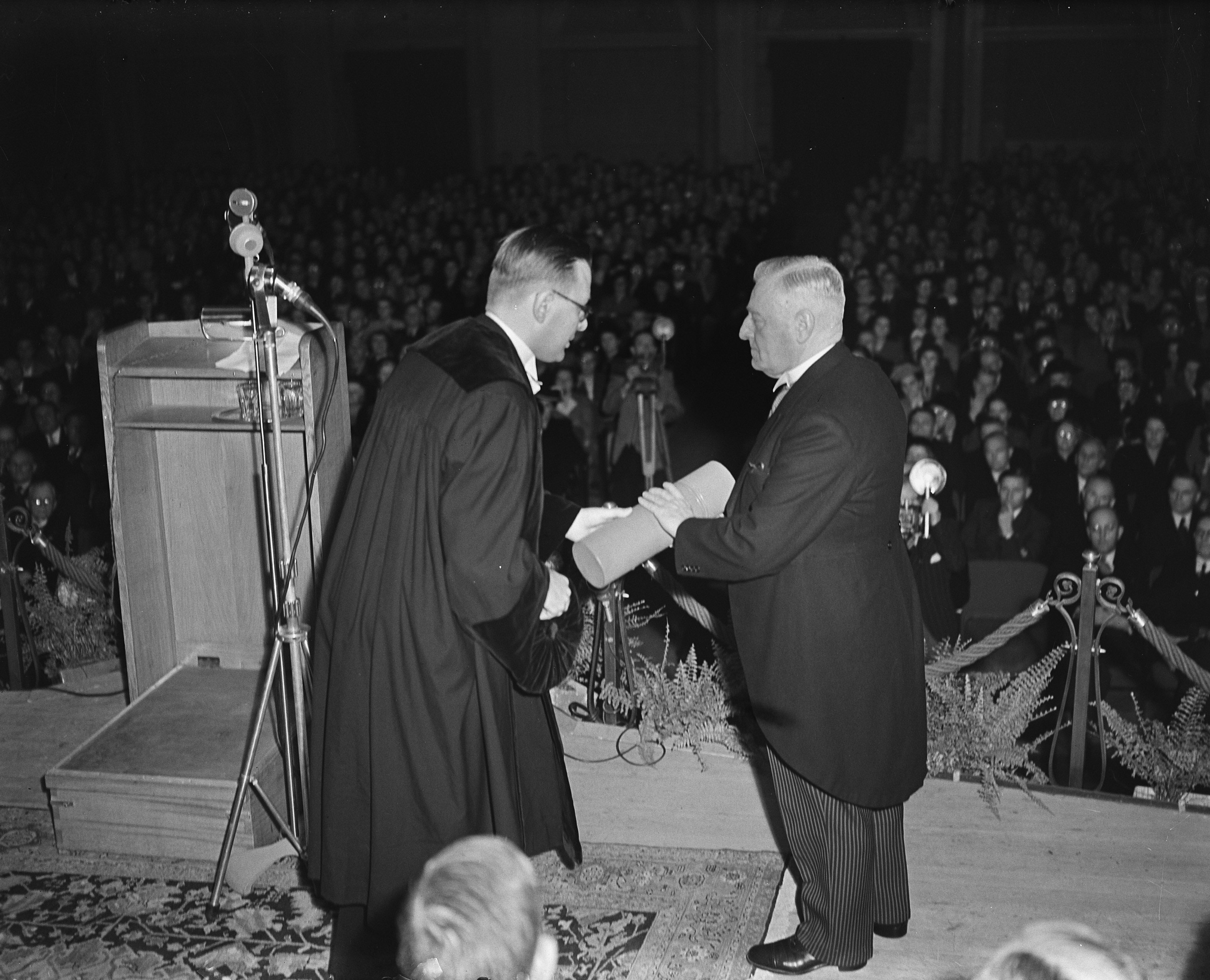
Eredoctoraat VU Amsterdam 1950

- Eredoctoraat aan de Vrije Universiteit te Amsterdam (6 mei 1950).
- Op 22 oktober 1953 is Schouten benoemd tot Grootofficier in de Orde van Oranje-Nassau[1].

- Biografisch Portaal: 45123030
- Nederlandse Thesaurus van Auteursnamen: 068415672
- Parlement.com: vg09ll81um49
- Virtual International Authority File: 287840742
- WorldCat: E39PBJtGV8hdq47yJQW8VkWMT3